# Cancer Bats
Cancer Bats és un grup canadenc de hardcore punk originari de Toronto. Els membres de Cancer Bats també han fet gires i han gravat com a banda tribut a Black Sabbath sota el nom de Bat Sabbath. El seu so s'ha comparat amb l'sludge metal, així com amb grups de metalcore com Converge i Hatebreed.

## Discografia

### Àlbums d'estudi
- Birthing the Giant (2006)
- Hail Destroyer (2008)
- Bears, Mayors, Scraps, &amp; Bones (2010)
- Dead Set on Living (2012)
- Searching for Zero (2015)[7]
- The Spark That Moves (2018)[8]
- Psychic Jailbreak (2022)[9]

### EP
- 2005: Cancer Bats EP
- 2007: This is Hell/Cancer Bats 7"
- 2009: Rolo Tomassi/Cancer Bats[10]
- 2009: Tour EP[11]
- 2010: Sabotage EP[12]
- 2011: Cancer Bats/Black Lungs
- 2013: Bat Sabbath EP[13]
- 2019: New Damage Records Switcheroo Vol 1.: Cancer Bats/Single Mothers
- 2020: You'll never break us // Separation Sessions Vol. 1
- 2021: You'll never break us // Separation Sessions VOL. 2